# Philipp Spitta
Julius August Philipp Spitta (Wechold, ma Hilgermissen része, 1841. december 27. – Berlin, 1894. április 13.) német zenebúvár.

## Életútja
Karl Johann Philipp Spitta (1801–1859) evangélikus teológus és költő fia. Göttingenben filológiát tanult, gimnáziumi tanár volt 1866-tól 1874-ig Sondershausenben, 1874-ben Lipcsében, ahol a Bach-társaságot alapította. 1875-től a berlini egyetem zenetörténettanára és a művészakadémia titkára volt. Megirta remekművét, Johann Sebastian Bach kimerítő életrajzát és műveinek méltatását 2 kötetben 1873-80-ban; kivonatolta a Waldersee-féle vállalat számára 1880-ban. A Monatshefte für Musik-Geschichte munkatársa volt. Műve: Musikalische Essays (1895). Kritikai kiadást rendezett Buxtehude orgonaműveiből (2 kötet), H. Schütz szerzeményeiből (16 kötet); megalapította 1892-ben a Denkmäler deutscher Tonkunst című nagyjelentőségü zenetörténeti érdekű vállalatot és 1884-ben (Chrysanderrel és Adler Guidóval) a Vierteljahrsschrift für Musikwissenschaft című becses folyóiratot.